# Casa do Sol

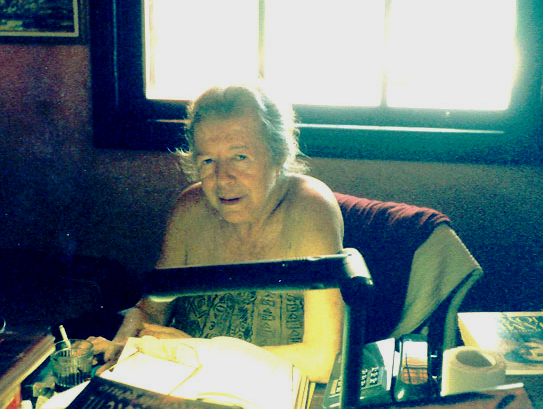
Hilda Hilst na Casa do Sol em 1998

Casa do Sol é a residência onde a poeta Hilda Hilst viveu de 1966 até 2004. A residência localizada no condomínio Parque Xangrilá, em Campinas, é atualmente sede do Instituto Hilda Hilst. A Casa conta com um acervo de toda produção cultural da autora e tem Luiza Novaes à frente de sua diretoria. A ideia de criação da Casa, inclusive, com sua abertura para visitação e hospedagem,veio do escritor Mora Fuentes, ex-namorado de Hilda, que lá residiu, mesmo quando eles já não estavam mais juntos. Em outubro de 2011, a residência foi tombada pelo Conselho de Defesa do Patrimônio Cultural de Campinas (Condepac). O espaço está localizado na em terras da antiga Fazenda São José, que era da mãe da poeta e teve frequentadores ilustres nas décadas de 1970 e 1980, a exemplo do Maestro Jose Antônio de Almeida Prado e escritores como Lygia Fagundes Telles e Caio Fernando Abreu.

## Instituto Hilda Hilst
A Casa do Sol abriga o Instituto Hilda Hilst, cuja missão oficial é disseminar a obra e a memória de Hilda Hilst. No espaço, fundado em 2005, é mantido um acervo da produção cultural de Hilst. O instituto foi criado por José Luís Mora Fuentes, amigo da poeta.